# Landresse
Landresse är en kommun i departementet Doubs i regionen Bourgogne-Franche-Comté i östra Frankrike. Kommunen ligger i kantonen Pierrefontaine-les-Varans som tillhör arrondissementet Pontarlier. År 2022 hade Landresse 238 invånare.

## Befolkningsutveckling
Antalet invånare i kommunen Landresse
Referens:INSEE